# Meristogenys jerboa
Meristogenys jerboa és una espècie de granota que viu a Malàisia.